# شهباز (کوه)

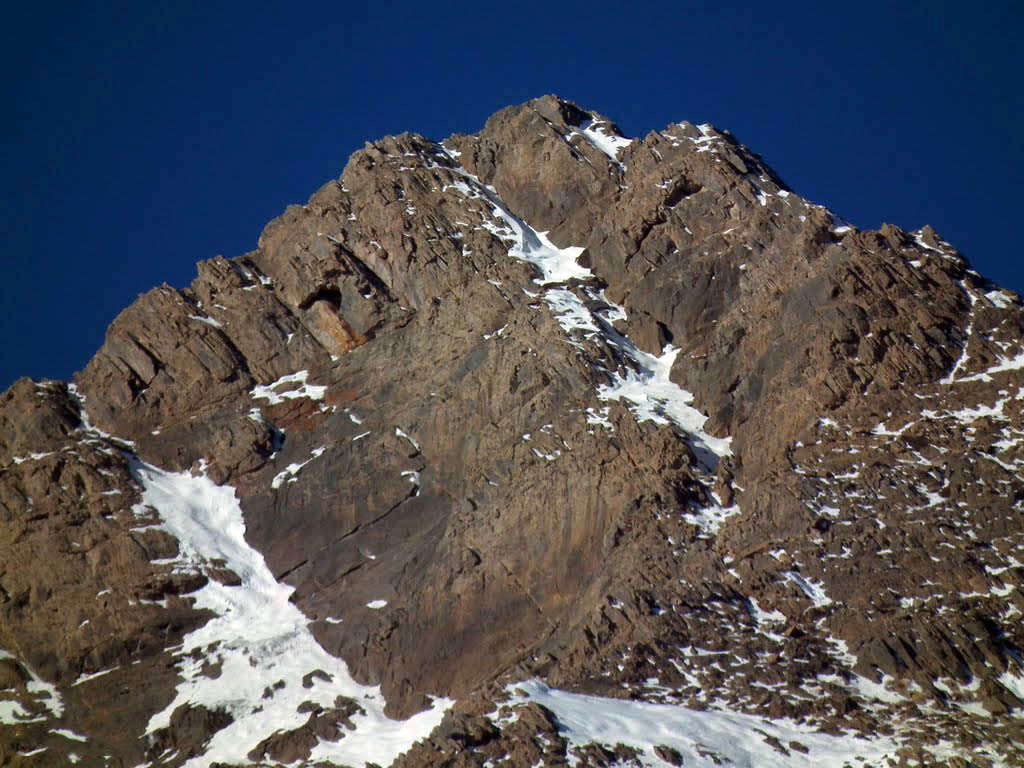
کوه شهباز که در شهرستان شازند قرار دارد

کوه شهباز، کوهی از رشته‌کوه راستوند واقع در کوه‌های زاگرس است. این کوه در ۴۰ کیلومتری اراک مرکز استان مرکزی و در ۶ کیلومتری شرق شازند در روستای سورانه قرار دارد. ارتفاع دقیق این کوه طبق نقشه های مقیاس 1.25000 سازمان نقشه برداری کشور، 3390 متر است و بعد از دومیر دومین قله بلند استان مرکزی است .

## صعود
راه دسترسی برای صعود به قله شهباز ابتدا استان مرکزی سپس شهرستان شازند در فاصله ۳۵ کیلومتری و روستای سورانه ۶ کیلومتری شازند است.

### مسیرهای صعود
دول حشرت علی۱. مسیر شمالی (پرترددترین و معمول‌ترین مسیر): روستای سورانه امامزاده عبدالله. در نزدیکی امام‌زاده چشمه اب دائمی وجود دارد که می‌توان آب مورد نیاز را تهیه نمود چرا که در طول مسیر تا قله آب وجود ندارد مگر در فصلی که برف در ارتفاعات وجود داشته باشد. مدت زمان مورد نیاز جهت رسیدن به پناهگاه ۱٫۵ تا ۲ ساعت کوهپیمایی مفید است. این پناهگاه فاقد آب است و ظرفیت خواب ان ۱۰–۱۲ نفر است. مسیر پناهگاه تا قله روی یالی سنگی و شیبدار تا قله ادامه می‌یابد. در زمستان برای صعود در برخی از قسمت‌ها احتیاج به طناب است. البته برای تیم‌های فنی و با تجربه این امر احتیاجی نیست. مسیر شمالی دارای یک راه فرعی است که به پناهگاه منتهی نمی‌شود و از کف دره (با نام محلی دره قیله به معنای گود و عمیق) به سمت قله ادامه پیدا می‌کند که برای صعود زمستانی بهتر است (در صورتی که بارش جدید در منطقه نیامده باشد) چرا که شیب زیاد باعث ایجاد بهمن و برفکوبی سنگین می‌شود.
۲. مسیر جنوبی: روبروی روستای عضدیه، اردوگاه امیرکبیر. برای دسترسی به مسیر جنوبی از شازند به سمت نور آباد حرکت کرده تا به تابلوی اردوگاه امیرکبیر رسیده که در سمت چپ جاده واقع شده است. حدود ۲ کیلومتر جاده آسفالت را طی کرده تا به اردوگاه فرهنگی تربیتی آموزش و پرورش در صورت هماهنگی وارد شده یا از جاده خاکی کنار اردوگاه استفاده کرد تا به دامنه جنوبی شهباز رسید. از اینجا می‌توان از چند مسیر مختلف صعود کرد. یک مسیر با نام بومی گِرِو به گردنه می‌رسد که روی خط‌الرأس قرار دارد و می‌توان قله سرو و شهباز را صعود کرد و چند مسیر نیز با سنگ‌چین در طول مسیر مشخص شده‌اند که دارای سختی و شیب زیاد است.
۳. مسیر غربی خط‌الرأس (شازند): مبدأ صعود، شهرستان شازند و جنب اداره آموزش و پرورش است. پس از یک ساعت به پناهگاه رسیده که در نزدیکی خط‌الرأس قرار دارد. در واقع این پناهگاه را می‌توان ابتدای خط‌الرأس شهباز دانست. این پناهگاه دارای ظرفیت ۱۵ نفر است و آب ندارد. از آنجا می‌توان تمام مسیر خط‌الرأس را مشاهده کرد. مسیر قله برج و سپس قله علیخانی و بعد شهباز، در انتهای خط‌الرأس در فصل زمستان به همراه داشتن ابزار به خصوص طناب نیاز است.
۴. مسیر فرعی شمالی (دره قیله)

### پناهگاه‌ها
۱- جانپناه شمالی: ارتفاع ۲۸۰۰ متری، وسعت بنا: ۱۸ متر مربع، تاریخ ساخت: ۱۳۶۳ توسط هیئت کوهنوردی استان مرکزی
۲- پناهگاه غربی: ابتدای خط‌الرأس، ارتفاع ۲۳۰۰ متری، وسعت بنا: ۱۵ متر مربع، تاریخ ساخت: ۱۳۸۷ توسط تعدادی از کوهنوردان شازند